# Биличенко, Виктор Григорьевич
Виктор Григорьевич Биличенко (7 февраля 1930 — 7 июня 2018) — председатель колхоза «Шляхом Ленина» Тывровского района Винницкой области, Герой Социалистического Труда (1971).

## Биография
Родился в селе Жабелевка, ныне Винницкий район Винницкой области (Украина). Окончил семилетнюю школу в селе Михайловка того же района (1947) и Немировский строительный техникум (1951). Первое время работал в Дашивском районе.
С 1952 года техник-строитель колхоза «Путь Ленина» (село Тростянец). В 1958 году избран председателем колхоза. Внедрил новые сорта пшеницы, ячменя, сахарной свеклы, завёз племенных коров и свиней. В результате добился значительного роста урожайности с/х культур и продуктивности скота.
Урожайность зерновых достигала 40 центнеров с гектара, овощей — 280, сахарной свеклы — 550, надои молока от коровы — 4300 кг. За период 1958—1970 гг. увеличил поголовье коров с 280 до 600. Кроме того, в его колхозе было 1200 свиней, 600 овец, 4 тысячи кур. В 1970 г. колхоз имел 2060 гектаров пашни, 33 трактора, 10 самоходных комбайнов, 17 автомобилей.
Развернулось строительство: были построены 12 ферм, ремонтная мастерская, кирпичный завод, жилые дома для колхозников, школа, Дом культуры.
За высокие достижения в развитии сельского хозяйства в 1971 году колхоз был награжден орденом Трудового Красного Знамени.
В том же году за выдающиеся успехи в развитии сельскохозяйственного производства в выполнении пятилетнего плана продажи государству продуктов земледелия и животноводства Биличенко Виктору Григорьевичу присвоено звание Героя Социалистического Труда.
В 1978 году заочно окончил Белоцерковский сельскохозяйственный институт.
С 2001 года директор Тростянецкого сельскохозяйственного предприятия, с 2003 года — генеральный директор ООО «Проминь» («Луч») (село Тростянец Тывровского района).
Избирался делегатом XXIV съезда КПСС.
Награждён орденом Трудового Красного Знамени, медалями.